# Bulinus depressus
Bulinus depressus е вид коремоного от семейство Planorbidae. Видът не е застрашен от изчезване.

## Разпространение и местообитание
Разпространен е в Ботсвана, Демократична република Конго, Замбия, Намибия и Южна Африка.
Обитава сладководни басейни и реки.